# Cristian Ciubotariu
Cristian Valeriu Ciubotariu (n. 24 decembrie 1980, București) este un fotbalist român, care evoluează pe postul de aripă stânga la clubul german SV Edenkoben.